# Olive Kitteridge (série télévisée)
Olive Kitteridge est une mini-série de 4 heures basée sur le roman éponyme écrit par Elizabeth Strout. Située dans le Maine, l'action met en scène Frances McDormand dans le rôle de Olive Kitteridge, Richard Jenkins dans le rôle du mari, Zoe Kazan interprète Denise Thibodeau et Bill Murray Jack Kennison. La mini-série est divisée en quatre parties, chacune représentant un moment précis dans le roman.
Olive Kitteridge est diffusée pour la première fois aux États-Unis le 2 novembre 2014 sur la chaîne câblée HBO.

## Synopsis
Olive Kitteridge est une enseignante à la retraite, misanthrope, stricte mais pleine de bonnes volontés vivant à Crosby, une ville fictive en bord de mer dans l'état du Maine. Elle est mariée à Henry Kitteridge, un homme gentil et aimant qui tient une pharmacie en centre-ville. Elle a un fils nommé Christopher, qui souhaite devenir podologue. Depuis 25 ans, Olive est hantée par des problèmes de dépression, de deuil, de jalousie et de frictions avec des membres de sa famille et ses amis.

## Distribution
- Frances McDormand (VF : Danièle Douet) : Olive Kitteridge
- Richard Jenkins (VF : Philippe Catoire) : Henry Kitteridge
- Zoe Kazan (VF : Joséphine Ropion) : Denise Thibodeau
- Rosemarie DeWitt : Rachel Coulson
- Martha Wainwright : Angela O'Meara
- John Gallagher, Jr. (VF : Axel Kiener) : Christopher Kitteridge
- Devin Druid (VF : Gabriel Bismuth-Bienaimé) : Christopher Kitteridge (à 13 ans)
- John Mullen : Kevin Coulson (à 13 ans)
- Cory Michael Smith (VF : Tony Marot) : Kevin Coulson
- Ann Dowd (VF : Caroline Jacquin) : Bonnie Newton
- Jesse Plemons : Jerry McCarthy
- Bill Murray (VF : Bernard Métraux) : Jack Kennison
- Peter Mullan (VF : Stéfan Godin) : Jim O'Casey
- Rachel Brosnahan : Patty Howe
- Brady Corbet (VF : Benjamin Penamaria) : Henry Thibodeau
- Maryann Urbano : Linda Kennison
- Libby Winters (VF : Marie Zidi) : Suzanne
- Patricia Kalember (VF : Micky Sébastian) : Joyce
- Audrey Marie Anderson (VF : Victoria Grosbois) : Ann
- Donna Mitchell (VF : Annie Le Youdec) : Louise Larkin
- Frank L. Ridley : M. Thibodeau
- Marianna Bassham (VF : Sabeline Amaury) : Penny
- Tamara Hickey (VF : Christèle Billault) : la sœur de Suzanne
- Patrick Carroll (VF : Thomas Roditi) : Dr Ted

Doublage
Société : Chinkel
Direction artistique : Nathalie Raimbault
Adaptation : Christian Niemiec, Ludovic Manchette, Sébastien Manchette et Hélène Monsché
Références : DSD-Doublage et RSDoublage

## Épisodes
1. Pharmacie (Pharmacy)
2. Marée montante (Incoming Tide)
3. Route différente (A Different Road)
4. Sécurité (Security)

## Accueil
Olive Kitteridge a reçu un accueil critique très favorable, recueillant 95 % de critiques positives, avec une note moyenne de 8,4/10 et sur la base de 42 critiques collectées, sur le site agrégateur de critiques Rotten Tomatoes.

### Distinctions
| Année | Cérémonie                         | Prix                                                                                          | Lauréat(s)                                                   | Résultat   |
| ----- | --------------------------------- | --------------------------------------------------------------------------------------------- | ------------------------------------------------------------ | ---------- |
| 2015  | American Cinema Editors Awards    | Meilleur montage d'une mini-série ou téléfilm                                                 | Jeffrey M. Werner                                            | Nomination |
| 2015  | Directors Guild of America Awards | Meilleure réalisation pour un téléfilm ou mini-série                                          | Lisa Cholodenko                                              | Lauréat    |
| 2015  | Golden Globe Award                | Meilleure actrice dans une mini-série ou un téléfilm                                          | Frances McDormand                                            | Nomination |
| 2015  | Golden Globe Award                | Meilleure mini-série ou meilleur téléfilm                                                     | Meilleure mini-série ou meilleur téléfilm                    | Nomination |
| 2015  | Golden Globe Award                | Meilleur acteur dans un second rôle dans une série, une mini-série ou un téléfilm             | Bill Murray                                                  | Nomination |
| 2015  | Satellite Awards                  | Meilleur acteur dans une mini-série ou un téléfilm                                            | Richard Jenkins                                              | Nomination |
| 2015  | Satellite Awards                  | Meilleure actrice dans une mini-série ou un téléfilm                                          | Frances McDormand                                            | Lauréat    |
| 2015  | Satellite Awards                  | Meilleure mini-série ou téléfilm                                                              | Meilleure mini-série ou téléfilm                             | Lauréat    |
| 2015  | Satellite Awards                  | Meilleure actrice dans un second rôle dans une série télévisée                                | Zoe Kazan                                                    | Nomination |
| 2015  | Screen Actors Guild Awards        | Meilleure actrice dans une mini-série ou un téléfilm                                          | Frances McDormand                                            | Lauréat    |
| 2015  | Screen Actors Guild Awards        | Meilleur acteur dans une mini-série ou un téléfilm                                            | Richard Jenkins                                              | Nomination |
| 2015  | Writers Guild of America Awards   | Long Form – Adapted                                                                           | Jane Anderson                                                | Lauréat    |
| 2015  | Critics' Choice Television Awards | Meilleure mini-série ou meilleur téléfilm                                                     | Meilleure mini-série ou meilleur téléfilm                    | Lauréat    |
| 2015  | Critics' Choice Television Awards | Meilleure actrice dans une mini-série ou un téléfilm                                          | Frances McDormand                                            | Lauréat    |
| 2015  | Critics' Choice Television Awards | Meilleur acteur dans une mini-série ou un téléfilm                                            | Richard Jenkins                                              | Nomination |
| 2015  | Critics' Choice Television Awards | Meilleur acteur dans un second rôle dans une mini-série ou un téléfilm                        | Bill Murray                                                  | Lauréat    |
| 2015  | Critics' Choice Television Awards | Meilleur acteur dans un second rôle dans une mini-série ou un téléfilm                        | Cory Michael Smith                                           | Nomination |
| 2015  | TCA Awards                        | Meilleur film, mini-série ou téléfilm                                                         | Meilleur film, mini-série ou téléfilm                        | Nomination |
| 2015  | Primetime Emmy Awards             | Meilleure mini-série ou meilleur téléfilm                                                     | Meilleure mini-série ou meilleur téléfilm                    | Lauréat    |
| 2015  | Primetime Emmy Awards             | Meilleur acteur dans une mini-série ou un téléfilm                                            | Richard Jenkins                                              | Lauréat    |
| 2015  | Primetime Emmy Awards             | Meilleure actrice dans une mini-série ou un téléfilm                                          | Frances McDormand                                            | Lauréat    |
| 2015  | Primetime Emmy Awards             | Meilleur acteur dans un second rôle dans une mini-série ou un téléfilm                        | Bill Murray                                                  | Lauréat    |
| 2015  | Primetime Emmy Awards             | Meilleure actrice dans un second rôle dans une mini-série ou un téléfilm                      | Zoe Kazan                                                    | Nomination |
| 2015  | Primetime Emmy Awards             | Meilleure réalisation pour une mini-série ou un téléfilm                                      | Lisa Cholodenko                                              | Lauréat    |
| 2015  | Primetime Emmy Awards             | Meilleur scénario pour une mini-série ou un téléfilm                                          | Jane Anderson                                                | Lauréat    |
| 2015  | Primetime Emmy Awards             | Meilleur casting pour une minisérie, un téléfilm ou un programme spécial                      | Laura Rosenthal & Carolyn Pickman                            | Lauréat    |
| 2015  | Primetime Emmy Awards             | Meilleur costumes pour une minisérie, un téléfilm ou un programme spécial                     | Jenny Eagan & Debbie Holbrook                                | Nomination |
| 2015  | Primetime Emmy Awards             | Meilleure coiffure pour une minisérie, un téléfilm ou un programme spécial                    | Cydney Cornell                                               | Nomination |
| 2015  | Primetime Emmy Awards             | Meilleur design du générique                                                                  | Garson Yu, Synderela Peng, Michael Lane Parks & Alex Pollini | Nomination |
| 2015  | Primetime Emmy Awards             | Meilleur maquillage pour une minisérie, un téléfilm ou un programme spécial - Non-prothésique | Christien Tinsley, Gerald Quist & Liz Bernstrom              | Nomination |
| 2015  | Primetime Emmy Awards             | Meilleur montage à caméra unique pour une minisérie, un téléfilm ou un programme spécial      | Jeffrey M. Werner                                            | Lauréat    |